# Barneveld (Nova York)
Barneveld és una població dels Estats Units a l'estat de Nova York. Segons el cens del 2000 tenia 332 habitants.

## Demografia
Segons el cens del 2000, Barneveld tenia 332 habitants, 126 habitatges, i 87 famílies. La densitat de població era de 674,7 habitants/km².
Dels 126 habitatges en un 38,1% hi vivien nens de menys de 18 anys, en un 52,4% hi vivien parelles casades, en un 10,3% dones solteres, i en un 30,2% no eren unitats familiars. En el 27,8% dels habitatges hi vivien persones soles el 7,1% de les quals corresponia a persones de 65 anys o més que vivien soles. El nombre mitjà de persones vivint en cada habitatge era de 2,63 i el nombre mitjà de persones que vivien en cada família era de 3,24.
Per edats la població es repartia de la següent manera: un 31,3% tenia menys de 18 anys, un 7,5% entre 18 i 24, un 26,2% entre 25 i 44, un 25,3% de 45 a 60 i un 9,6% 65 anys o més.
L'edat mediana era de 36 anys. Per cada 100 dones de 18 o més anys hi havia 96,6 homes.
La renda mediana per habitatge era de 41.071 $ i la renda mediana per família de 50.000 $. Els homes tenien una renda mediana de 31.458 $ mentre que les dones 26.667 $. La renda per capita de la població era de 19.459 $. Entorn del 3,7% de les famílies i el 4,8% de la població estaven per davall del llindar de pobresa.